# (2415) Ganesa
(2415) Ganesa est un astéroïde de la ceinture principale.

## Description
(2415) Ganesa est un astéroïde de la ceinture principale. Il fut découvert le 28 octobre 1978 à la station Anderson Mesa par Henry Lee Giclas. Il présente une orbite caractérisée par un demi-grand axe de 2,66 UA, une excentricité de 0,04 et une inclinaison de 2,4° par rapport à l'écliptique.

## Compléments